# 이흥배
이흥배(李興培, 1908년 5월 14일 ~ 1994년 10월 29일)은 일제강점기와 대한민국의 관료, 변호사이다. 경성제국대학 법학과를 졸업하였으며, 제12대 국방부 차관, 경기도지사, 국제신보 사장 등을 지냈다.